# Eddie Sutton
Eddie Sutton (Bucklin, Kansas, 12 de marzo de 1936-Tulsa, Oklahoma, 23 de mayo de 2020) fue un entrenador de baloncesto estadounidense que entrenó durante 39 años en la NCAA.

## Trayectoria
- Universidad de Oklahoma State (1958-1959), ayudante
- Tulsa High School (1959-1966)
- Southern Idaho Jr. Coll. (1966-1969)
- Universidad de Creighton (1969-1974)
- Universidad de Arkansas (1974-1985)
- Universidad de Kentucky (1985-1989)
- Universidad de Oklahoma State (1990-2006)
- Universidad de San Francisco (2007-2008)

## Fallecimiento
Falleció en Tulsa el 23 de mayo de 2020, a los ochenta y cuatro años.